# Gobiconodon

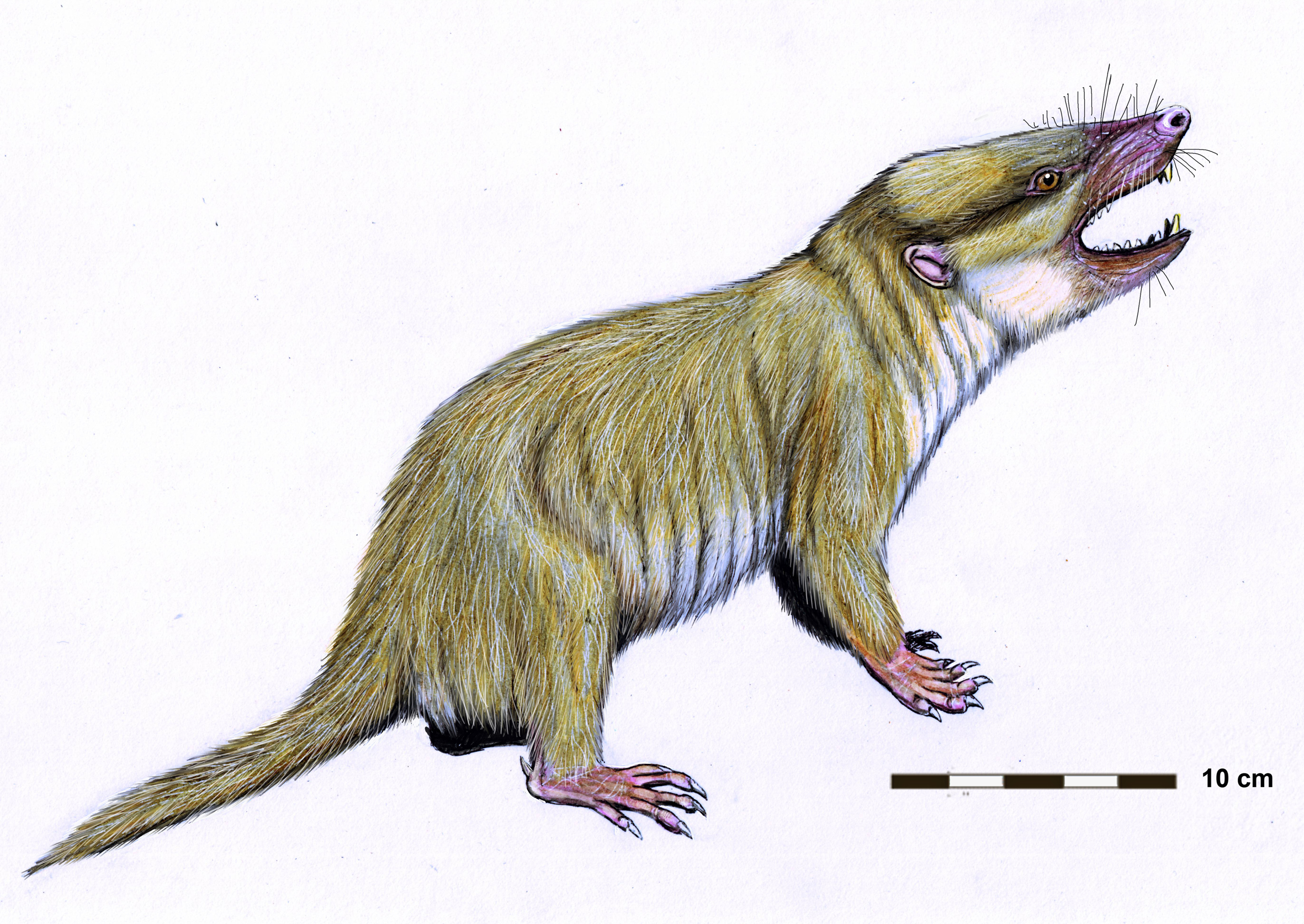
Recreación de Gobiconodon.

Gobiconodon es un género extinto de mamífero triconodonto. Vivió durante el Cretácico Inferior (Hauteriviense al Albiense) de Asia y Norteamérica hace aproximadamente 110 millones de años.
Pesaba entre 4,5 y 5,5 kg aproximadamente y medía entre 45 y 50 cm. Su apariencia podía recordar a una zarigüeya grande y robusta, pero menos ágil. Aparentemente era un animal andador, en lugar de corredor o trepador, y sus sitios fósiles demuestran que coexistieron con dinosaurios. Sus dientes afilados confirman que era depredador o carroñero y era uno de los mamíferos del Mesozoico